# Galéria F

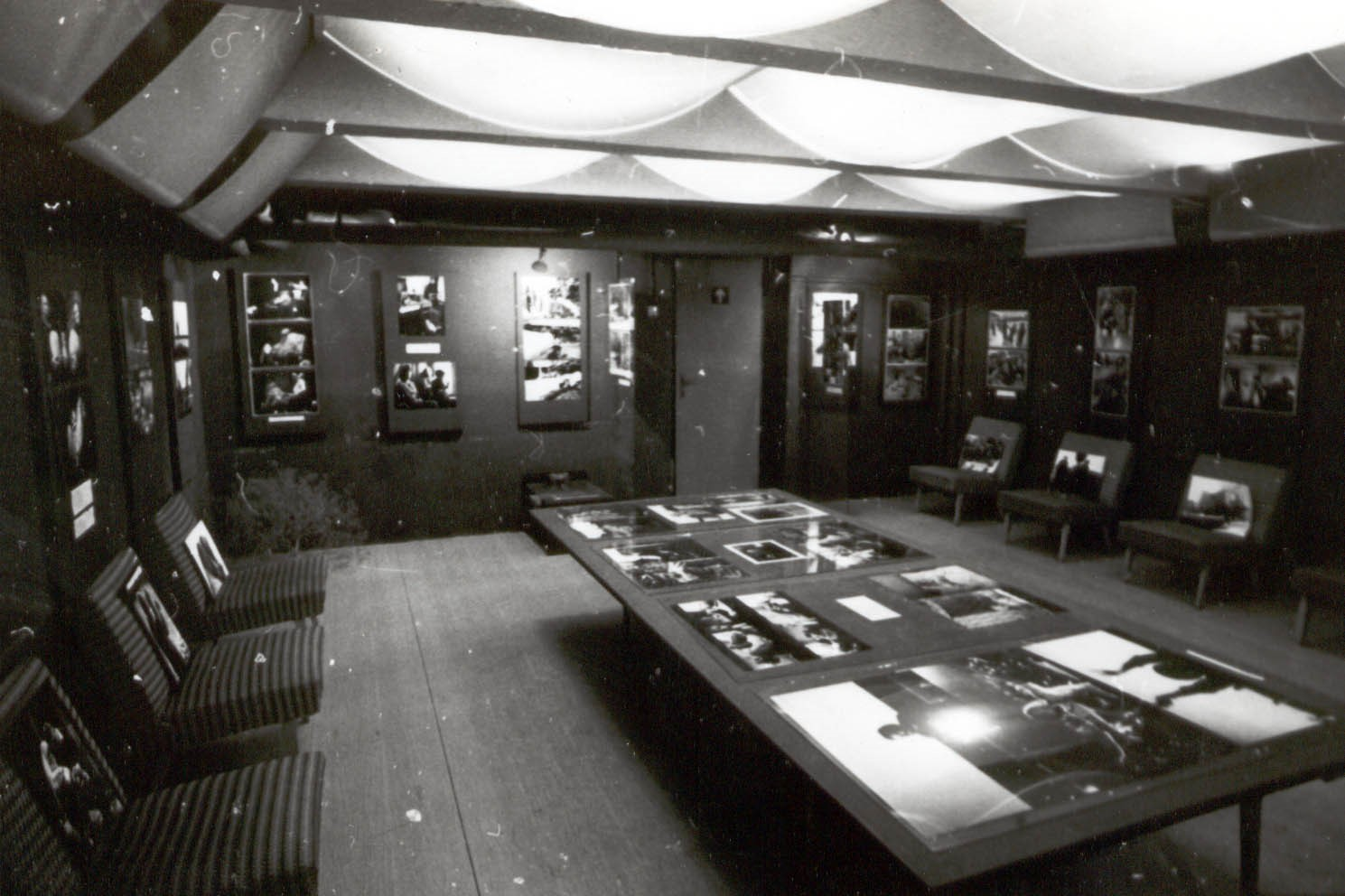
Jedna z výstavních síní Galérie F

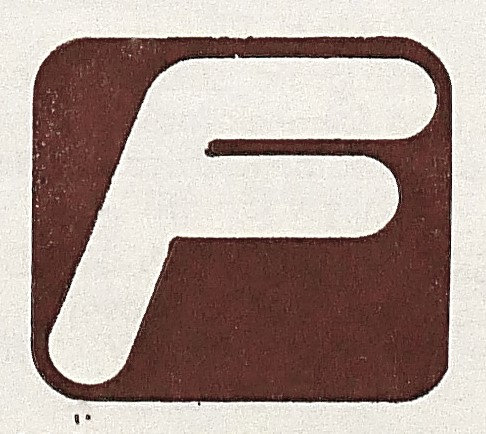
Logotyp Galérie F určoval styl její vizuální prezentace

Galéria F v Banské Bystrici byla československá galerie fotografie a grafického designu, která fungovala v letech 1980–1990. Svobodnou povahou své činnosti a kritickým myšlením patřila mezi československá ohniska protikomunistického odboje. Představovala také živé místo kontaktů slovenského a českého umění, nejen fotografického. Do jisté míry byla svými mezinárodními kontakty v nesvobodném režimu pro tuzemského návštěvníka také malým oknem do světa.

## Aktivity galerie
K zakladatelské vizi Galérie F patřila podpora emancipujícího se uměleckého oboru fotografie. V programovém prohlášení pak dominovaly čtyři body:
- podpora živé, společensky zaujaté fotografie, zájem o její sociální odezvu;
- podpora celkového přehledu po současné i historické fotografii;
- vnímání souvislostí mezi statickou fotografií a různými projevy kinematografie;
- koexistence fotografie a grafického designu ve vizuální komunikaci.[3]

### Výstavy a stálé expozice

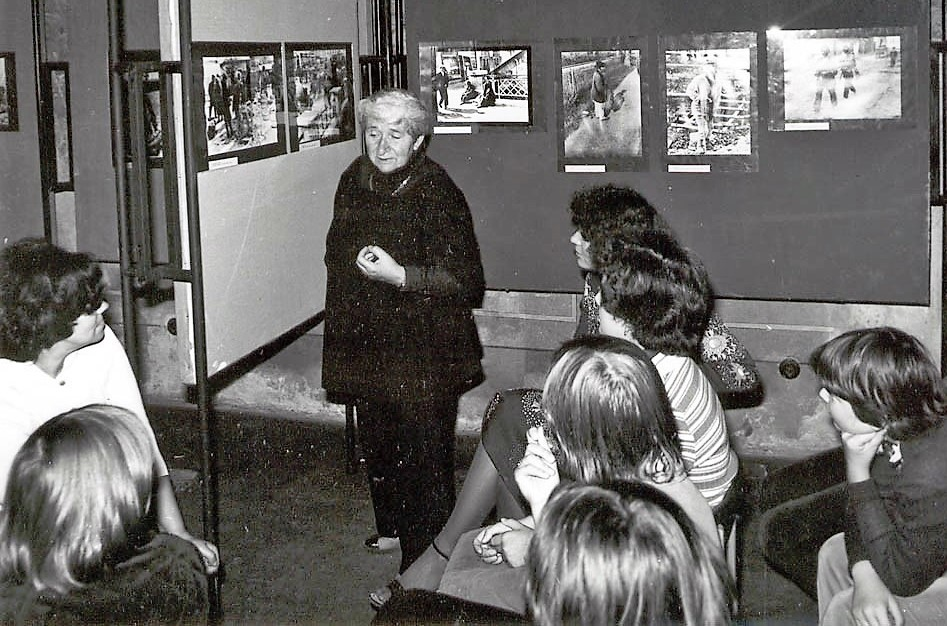
Absolventka Bauhausu fotografka Irena Blühová v Galérii F

Výstavní program byl sestavován podle výše uvedených čtyř bodů programového prohlášení. Velké množství výstav vycházelo z dlouhodobých koncipovaných cyklů (např. Fotografie a hudba, Fotografický kalendář, Fotografické školy, Užitá fotografie ad.). Galéria F připravovala své výstavy i na dalších místech města (muzeum, vysokoškolský klub, fotoklub, dům družby), v některých letech jich bylo ročně více než čtyřicet.
Galerie se od počátku snažila o stálé expozice, ale z nedostatku prostoru nejprve instalovala jen malé, například Fotografie na obalu spotřebního zboží, Plakáty fotografických výstav nebo Pohledy do historie fotografie. Rozvoj stálých expozic se předpokládal po roce 1986 s realizací projektu Domu filmu a fotografie v uvolněných prostorách 2. podlaží.

### Sbírka, archív a knihovna

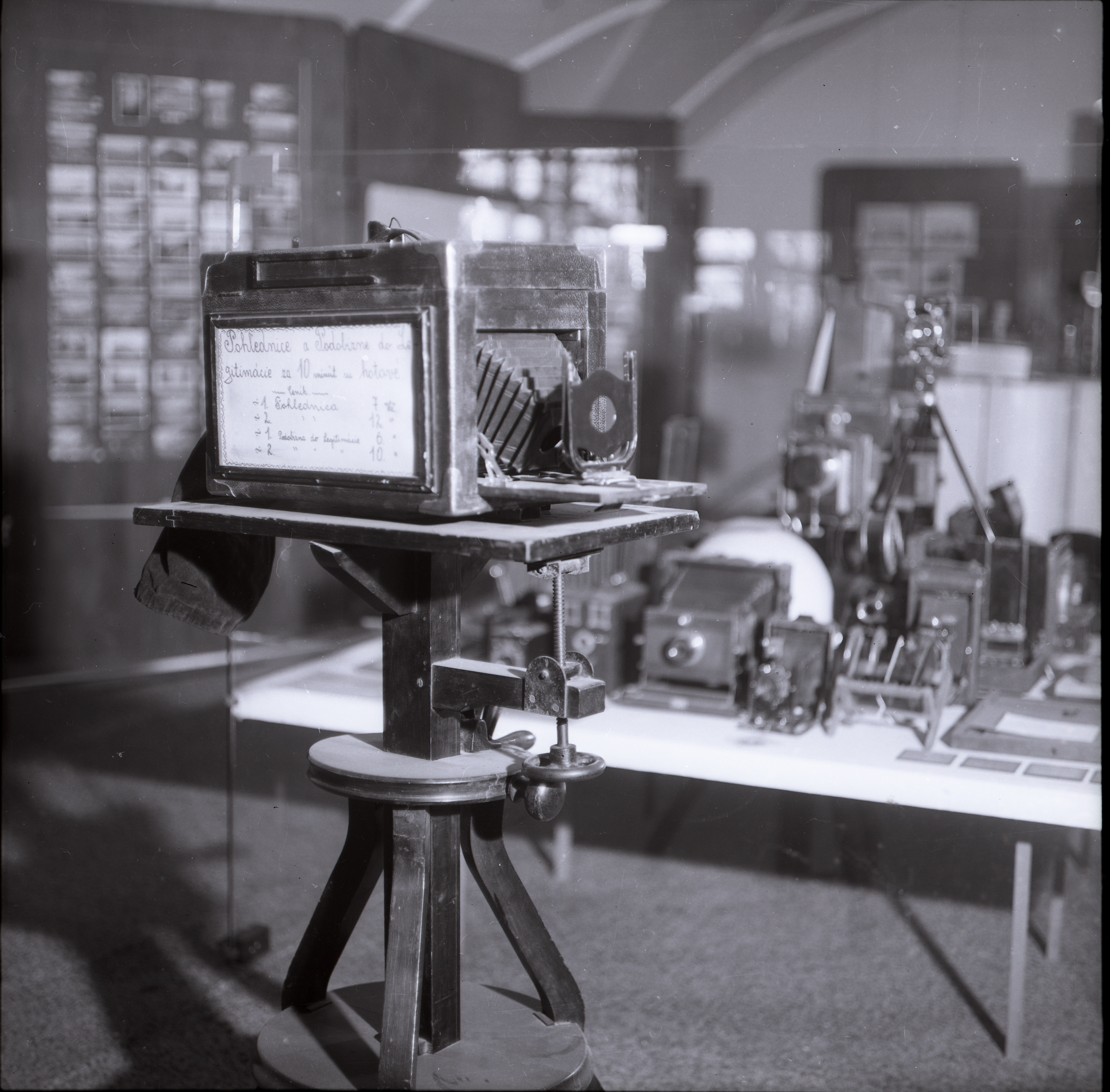
Výstava Čaro starej fotografie připravená Galerií F ve výtavní síni Stredoslovenského múzea r. 1982.

Sbírka umění nepatřila k prvotním projektům instituce, ale rozvoj darů autorů i sběratelů (včetně odkazu pozůstalostí) přispěl k jejímu založení. Obsahovala fotografii včetně historické, grafický design včetně polygrafických produktů obsahujících fotografii. Po devastaci suterénního podlaží galerie v roce 1986 byla společně s archívem zlikvidována a rozkradena.
Odborná knihovna se studovnou patřila k základním vzdělávacím prvkům galerie. Přes nedostatek prostředků se ji dařilo intenzívně rozvíjet, neboť tuzemští i zahraniční vydavatelé vítali činnost galerijního recenzního střediska, které zapůjčovalo kritikům knihy za účelem psaní recenzí.

### Sympozia, ediční činnost a informační servis
Sympozia a konference byly žádaným prostorem vzájemné komunikace tvůrců i teoretiků. Šlo jednak o setkání zaměřená na živou, sociálně-dokumentární fotografii, setkání kritiků fotografie a sympozia soustředěná na problematiku metod vystavování fotografie a její recepce.

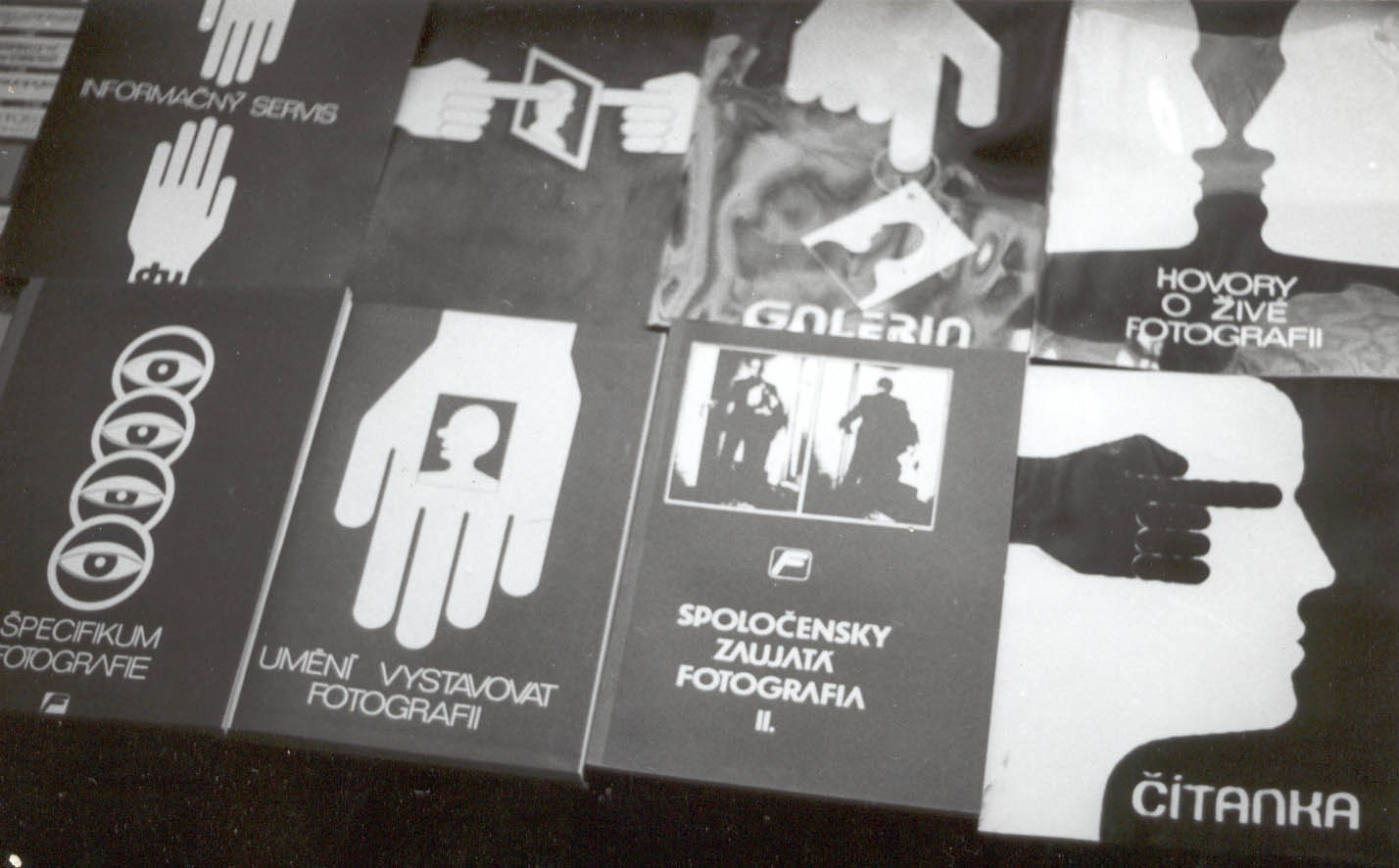
Obálky sborníků vydávaných galerií

Ediční činnost byla zcela podmíněna limitovaným rozpočtem, proto šlo převážně (s výjimkou některých katalogů výstav) o textové publikace. Především byly vydávány sborníky textů sympozií, postupně vyvstala potřeba všeobecně zaměřené ročenky („Galéria“), která byla vydávána formou samizdatu.
Také informační servis měl hlavní distribuční formu v tištěném sborníku, který obsahoval přehled plánovaných československých výstav fotografie ve všech tuzemských galeriích, ediční plány nakladatelství a dlouhodobě plánovaná sympozia, konference i jednotlivé přednášky o fotografii.

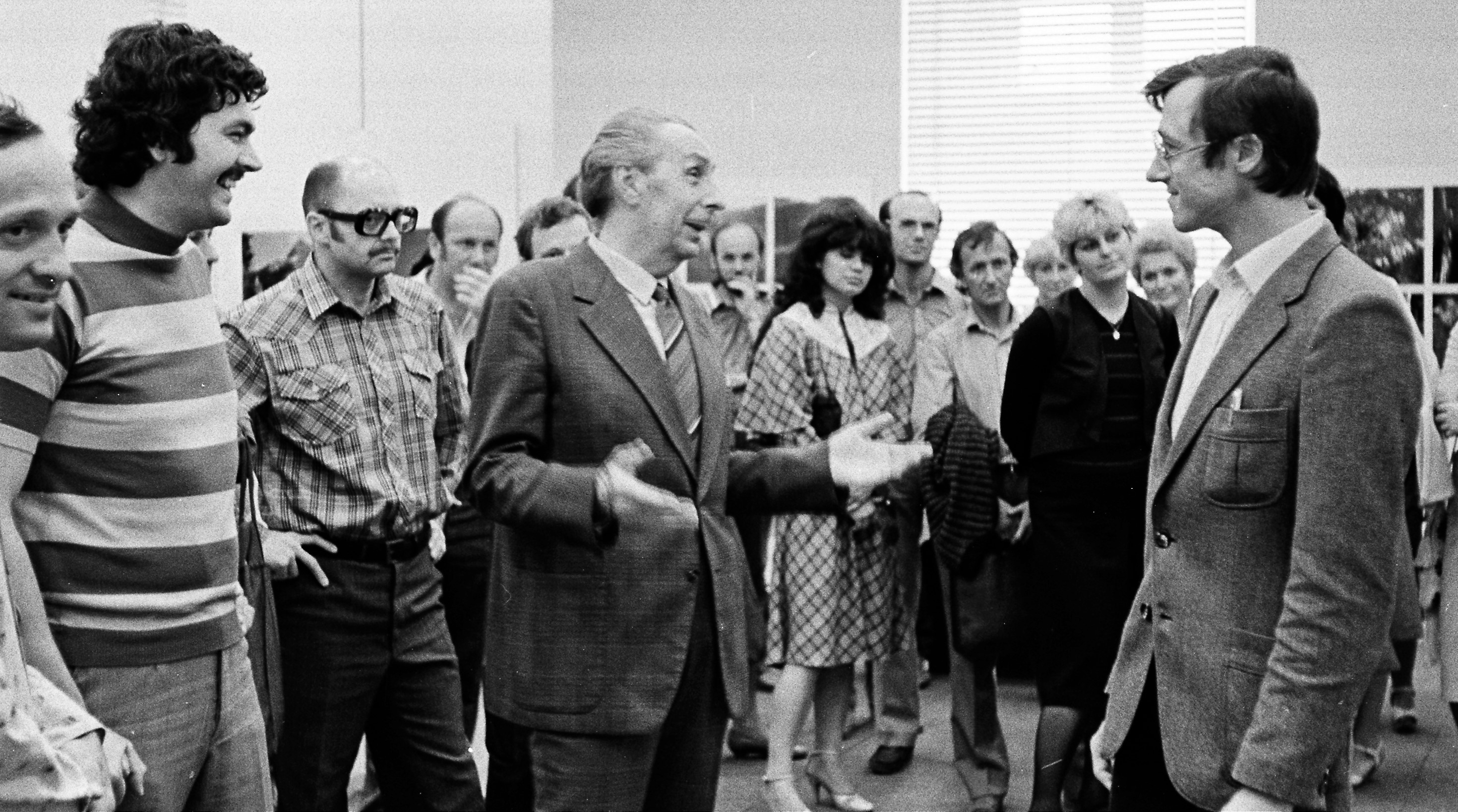
Beseda s fotografem Martinem Martinčekem v roce 1983.

#### Soupis ediční činnosti

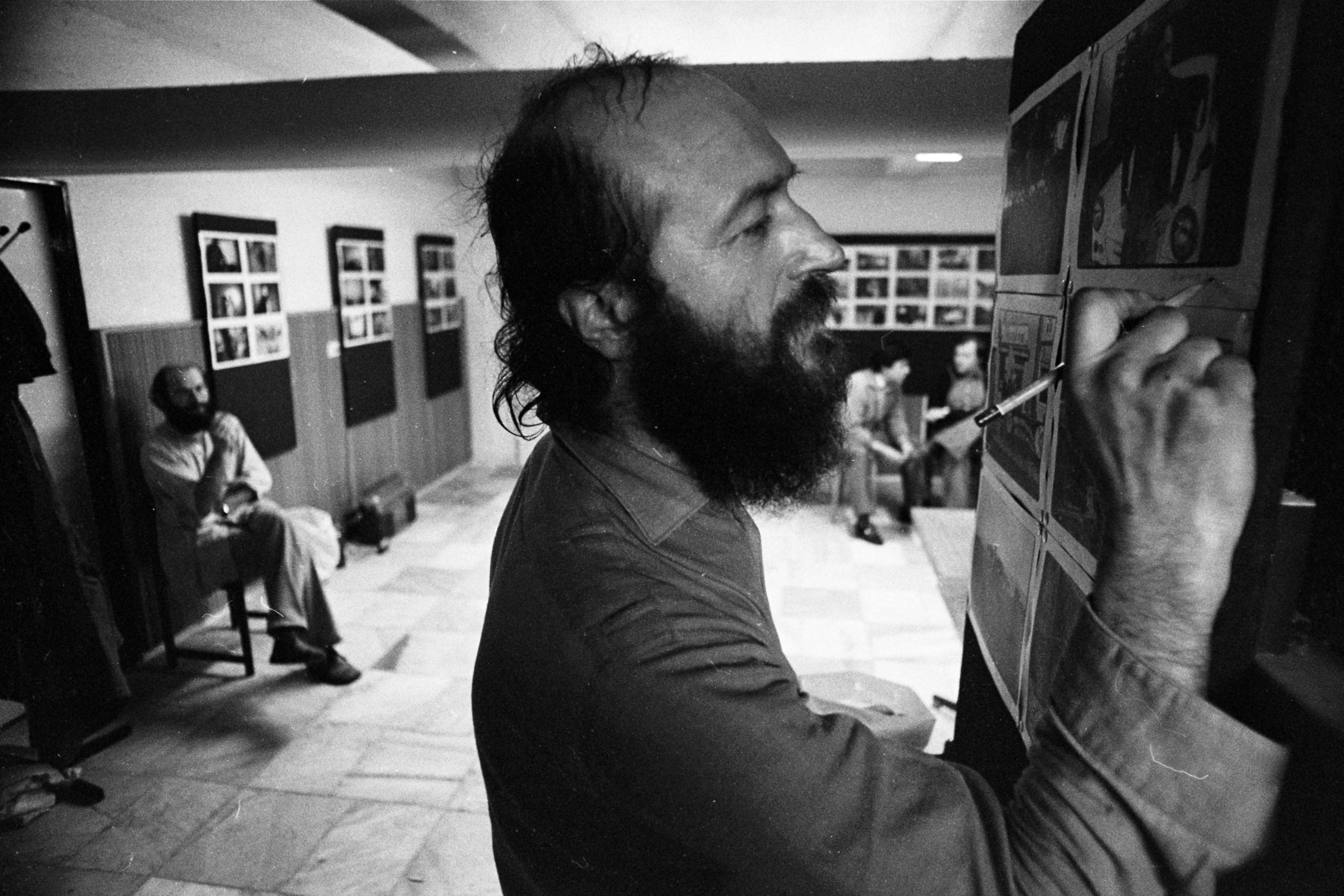
Galéria F připravovala výstavy v řadě síní města. Záběr z výstavy Bohdana Holomíčka ve vysokoškolském Tour Klubu.

- Fassati, Tomáš (ed.): Informačný servis. Galéria F, Banská Bystrica, 1980, samizdat, 12 s.
- Fassati, Tomáš (ed.): Spoločensky zaujatá fotografia I. – zborník sympózia angažovanej sociálnej tvorby, I. ročník 1980. Galéria F a OOS, Banská Bystrica, 1981, náklad 500 ks, nestránkováno; cca 60 str., necenzurováno
- Fassati, Tomáš: ZSSR vo fotografii H. C. Bressona. Galéria F a Dom družby, Banská Bystrica, 1981, necenzurováno, 20 s.
- Galéria F připravovala výstavy v řadě síní města. Záběr z výstavy Bohdana Holomíčka ve vysokoškolském Tour Klubu.Fassati, Tomáš (ed.): Informačný servis. Galéria F, Banská Bystrica, 1981, samizdat, náklad 200 ks, 12 s.
- Fassati, Tomáš: Galéria – miesto pre člověka. K metodice kulturních služeb. Galéria F, Banská Bystrica, 1981, samizdat, náklad 100 ks, 125 s.
- Fassati, Tomáš (ed.): Informačný servis. Galéria F, Banská Bystrica, 1982, samizdat, náklad 200 ks,12 s.
- Fassati, Tomáš (ed.): Umění vystavovat fotografii. Sborník symposia pracovníků galerií a teoretiků „Progresivní metody při prezentaci fotografické tvorby“. Dům umění města Brna a Galéria F Banská Bystrica, 1983, náklad neuveden, 165 s., necenzurováno
- Fassati, Tomáš (ed.): Informačný servis. Galéria F, Banská Bystrica, 1983, samizdat, náklad 200 ks,12 s.
- Fassati, Tomáš (ed.): Spoločensky zaujatá fotografia II., Galéria F a PKO Banská Bystrica, 1984, náklad 40 kusů pro vnitřní potřebu studovny Galérie F, 64 stran, necenzurováno
- Fassati, Tomáš (ed.): Galéria F. Programový bulletin. Galéria F a PKO Banská Bystrica, 1984, náklad 500 ks, 12. s. a 10 listů volné přílohy.
- Fassati, Tomáš (ed.): Informačný servis. Galéria F, Banská Bystrica, 1984, samizdat, náklad 200 ks,12 s.
- Fassati, Tomáš (ed.): Špecifikum fotografie. Galéria F a PKO Banská Bystrica, 1984, náklad 40 kusů pro vnitřní potřebu studovny Galérie F, 64 strany, necenzurováno
- Fassati, Tomáš (ed.): Galéria. Ročenka pro fotografii. Galéria F a PKO Banská Bystrica, Zväz slovenských fotografov, Bratislava 1984, náklad 500 ks, 98 s. Necenzurované vydání.
- Fassati, Tomáš (ed.): Informačný servis. Galéria F, Banská Bystrica, 1985, samizdat, náklad 200 ks,12 s.
- Fassati, Tomáš (ed.): Galéria II. Galéria F, Banská Bystrica, 1985, samizdat, náklad 100 ks, 90 s.
- Fassati, Tomáš (ed.): Galéria III. Galéria F, Banská Bystrica, 1986, samizdat, náklad 100 ks, 70 s.
- Fassati, Tomáš (ed.): Galéria IV. Galéria F, Banská Bystrica, 1987, samizdat, náklad 100 ks, 80 s.
- Fassati, Tomáš: Hovory o živé fotografii. Galéria F, Banská Bystrica, 1987, samizdat, náklad 100 ks, 95 s.
- Fassati, Tomáš (ed.): Menej. Minimalistická fotografia v Galérii F. Galéria F a OOS Banská Bystrica, 1988, náklad 200 ks, 20 s.
- Fassati, Tomáš (ed.): Vážně. Groteskno v súčasnej fotografii. Galéria F a OOS Banská Bystrica, 1988, náklad 200 ks, 20 s.
- Fassati, Tomáš (ed.): Čítanka. Vybrané texty o fotografii. Galéria F, Banská Bystrica, 1988, 125 s., samizdat
- Moucha, Josef: Osobnosti československej spoločensky zaujatej fotografie 1940-1980. Galéria F a OOS Banská Bystrica, 1988, náklad 300 ks, 40 s.
- Fassati, Tomáš (ed.): Fotografia a divák. Zborník príspevkov sympózia o interpretácii fotografie divákom. Galéria F a Dům umění města Brna, 1989
- Fassati, Tomáš (ed.): Galéria. Bulletin k 10. výročiu Galérie F. Galéria F a OOS Banská Bystrica, 1989, náklad 300 ks, 20. s.

Soupis neobsahuje plakáty, drobné katalogy výstav a pohlednice, kterých bylo Galerií F mezi léty 1980–1985 vydáno několik desítek. Většina publikací je uložena v archívu Moravské galerie Brno.

### Práce s grafickým designem
Grafický design byl v Galérii F zkoumán a prezentován především v souvislosti s polygrafickými produkty obsahujícími fotografii. Začala zde první československá kalendářová přehlídka, byly připravovány výstavy pohlednic, obalů gramodesek, plakátů, knižních úprav. Z naučných důvodů se zaběhl a osvědčil systém názorného označování pozitivní a negativní kvality užité fotografie a grafické úpravy prostřednictvím bílých a černých „F“ a „G“. Jediný projekt nezávislý na fotografii představovala dokumentace a analýza grafických informačních systémů.

### Souvislosti statické a kinetické fotografie
Vztahy statické fotografie a filmu prolínaly jak programy sociálně dokumentární tvorby, tak např. výstavními cykly „Fotografie a hudba“, „Užitá tvorba“ a dalšími. Speciálním projektem byl cyklus „Osobnosti československé kamery“, kdy promítání filmů uznávaných kameramanů (Kučera, Šimončič ad.) bylo doprovázeno výstavami vybraných záběrů nazvětšovaných přímo z kinematografického pásu, čím bylo možné v klidu statického obrazu poukázat na některé jeho skladebné kvality.

### Odborné zázemí činnosti
Množství akcí připravených Galérií F bylo přirozeně závislé na spolupráci řady místních i dalších vědců a kurátorů. Z bratislavských to byly například Vladimíra Vorobjova, Františka Tomíka, Ľudovíta Hlaváče, Julianu Tesákovou nebo Ľuba Stacha, z Prahy např. Vladimíra Birguse, Jána Šmoka, Danielu Mrázkovou, Josefa Mouchu ad. Komplexní pojetí práce s uměním pak v galerijní radě odborně podporovali vedle historiků umění také sociolog a psycholog. Díky nim mohly probíhat v galerii specializované výzkumné programy, např. zabývající se interpretací fotografie (viz sympozium a výše uvedený sborník Fotografia a divák ve spolupráci s Domem umění města Brna).

## Historie galerie

### Období rozvoje 1980–1986
Galéria F byla založena roku 1980 ve středoslovenské Banské Bystrici na ulici Obrancov mieru č. 3. Iniciátoru a pozdějšímu řediteli galerie Tomáši Fassatimu se podařilo instituci vytvořit v atypické organizační vazbě mezi banskobystrickým studiem Slovenskej televízie, odborem kultury města Banská Bystrica a regionálním osvětovým střediskem. To dávalo předpoklad pro svobodnější typ činnosti, než jakou za totality umožňovaly podle předpisů jednotlivé z uvedených institucí.

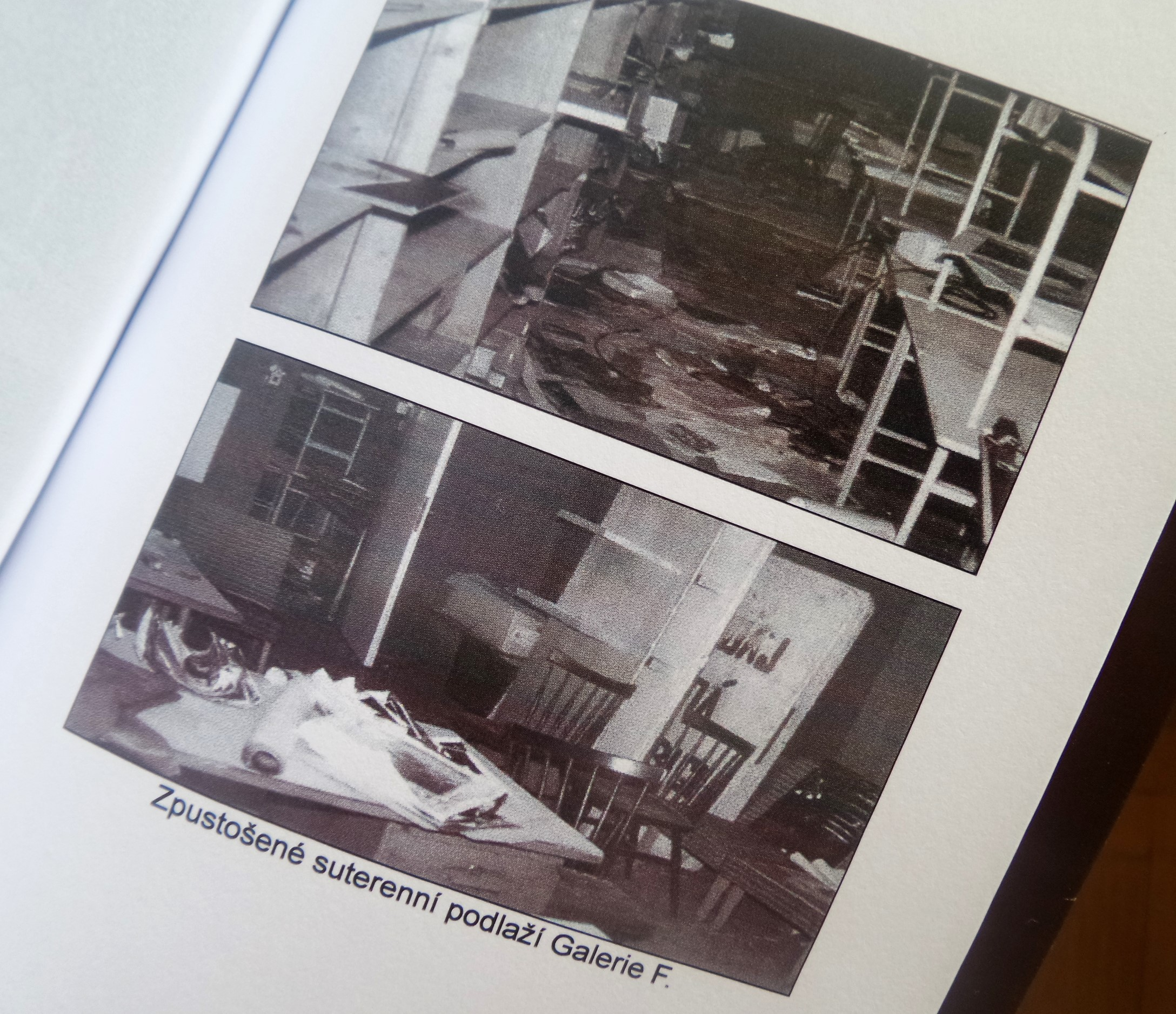
Prostory Galérie F po útoku komunistů v roce 1986

Na počátku galerie fungovala jen prostřednictvím jedné výstavní síně, prodejny fotografických publikací a informačního centra v přízemí budovy společně s kinem Hviezda. Již druhým rokem existence se ji podařilo rozšířit o další výstavní síň, archív, odbornou knihovnu a laboratoř v suterénním podlaží. Rozvoj spolupráce s kinem při propojené prezentaci fotografie a kinematografie vedl po roce 1984 k projektu komplexního Domu filmu a fotografie, který měl být realizován v roce 1986 po odstěhování kanceláří z druhého podlaží budovy. Přípravným krokem byla v roce 1984 generální oprava exteriéru a okolí budovy včetně instalace propagačních prvků.
Vzhledem k politické likvidaci hlavní činnosti galerie v roce 1986 již k realizaci projektu Domu filmu a fotografie nedošlo. Celé suterénní podlaží bylo komunisty zdevastováno, knihovna, archív i sbírka zlikvidovány a rozkradeny.

### Roky přežití 1986–1990

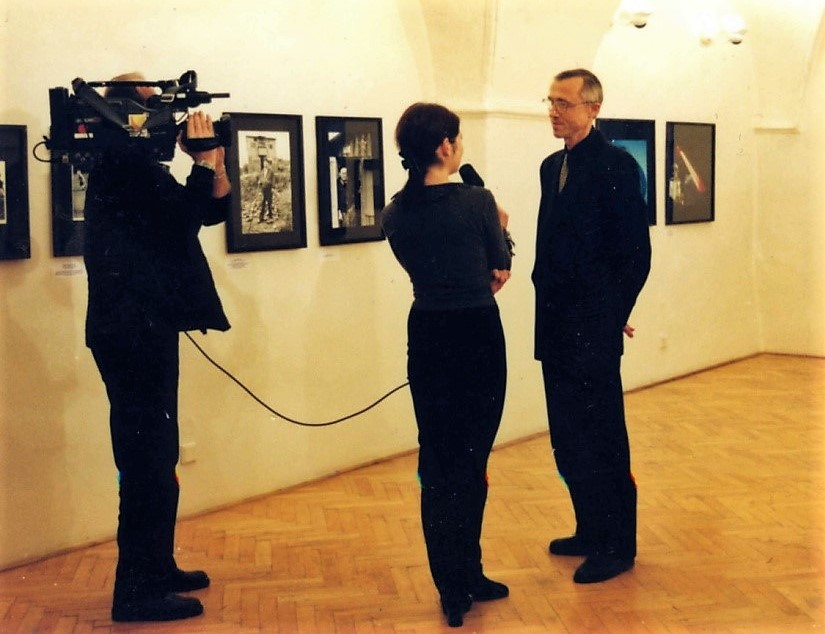
Na výstavě k výročí Galérie F připravené v Krajské galerii Banská Bystrica v roce 2000

Z Galerie F zůstala po roce 1986 zachována jen jedna výstavní síň a přízemí budovy, ovšem bez prodejny publikací a funkčního informačního servisu. Byla dána do správy dostatečně kontrolovanému osvětovému středisku, které zde mohlo dělat své výstavy amatérů. Původnímu řediteli Fassatimu se však podařilo díky spolupráci Lubici Škrinárové prosadit do programu dvě, tři výstavy ročně z nového cyklu Trendy súčasnej slovenskej fotografie. Začalo se, jak jinak, než sociálně-dokumentární fotografií (Life znamená život), i když samozřejmě v mírné, méně kritické podobě. Navázaly dobové trendy minimalismu (Menej) a postmoderní grotesky (Vážne). Stranou nezůstaly ani tradiční podoby výtvarné fotografie (Emotivita tvaru) nebo portrétu (Vizualita charakteru) a další. Podařilo se uskutečnit také větší projekt historika fotografie Josefa Mouchy „Česká a slovenská sociálně-dokumentární fotografie 1940-1980“ s dobře zpracovaným katalogem. Mnohé z těchto výstav měly pak reprízy na dalších místech republiky. Fassati, který již nesměl organizovat akce v Banské Bystrici, se spojil s Domem umění města Brna, kde připravil teoretické sympozium teoretiků fotografie, psychologů a sociologů zaměřené na vnímání fotografie divákem („Fotografia a divák, 1988“), kam opět pozval přednášet z vězení již propuštěného Jindřicha Štreita. Protože Dům umění zůstal stranou pozornosti pražského ústředí StB i banskobystrické pobočky, podařilo se ze setkání vydat také obsažný sborník.

### Ohlédnutí za činností

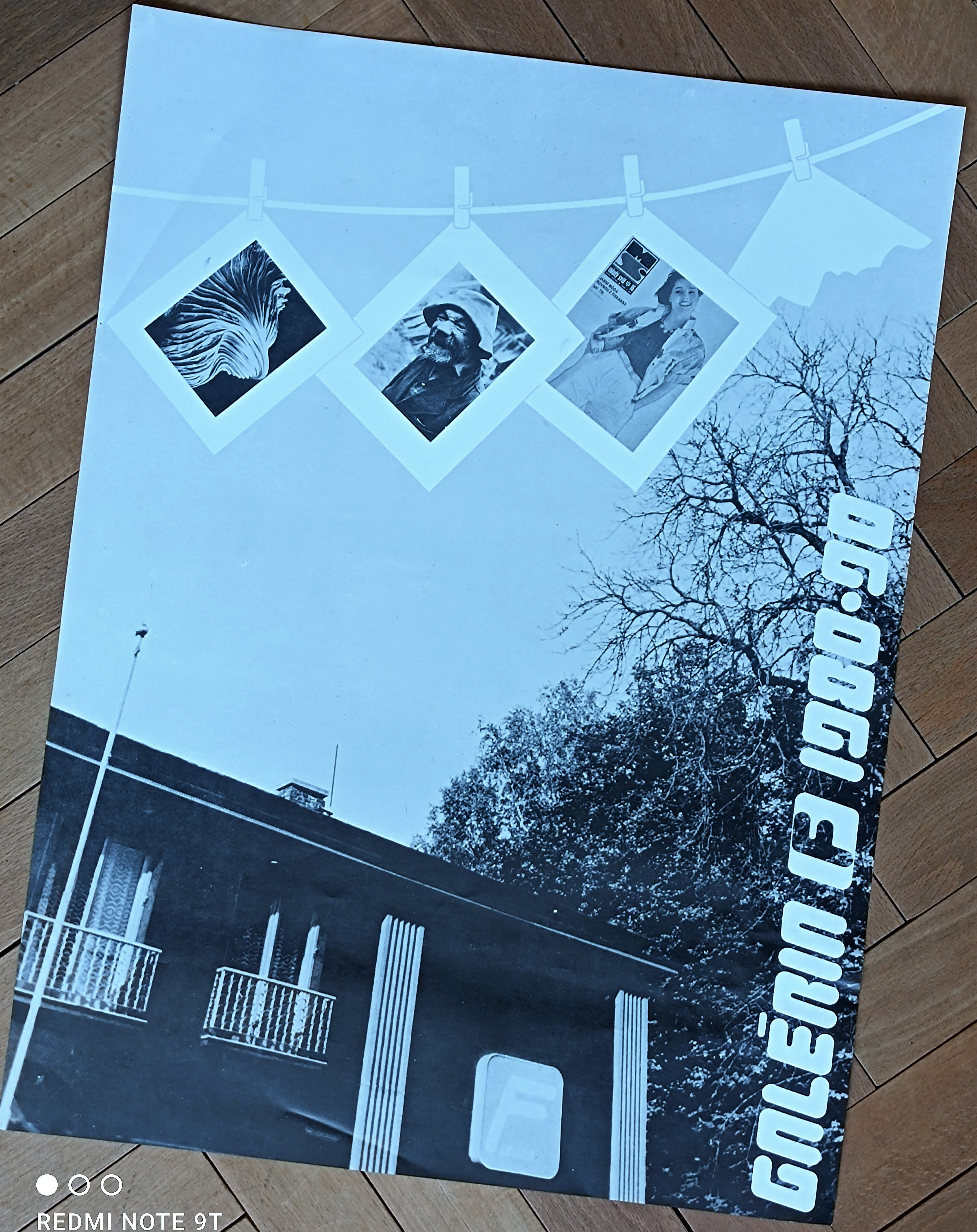
Plakát k deseti letům činnosti Galérie F symbolizuje nejen tři hlavní programy (Osobnosti, Živá fotografie, Užitá fotografie), ale i násilné přetržení činnosti komunistickým režimem.

V roce ukončení činnosti (1990) instalovala Národní galerie v Praze s iniciativou ředitele Jiřího Kotalíka malou výstavu dokumentů k deseti rokům existence Galérie F. Město Banská Bystrica připravilo na přelomu tisíciletí ke dvacátému výročí založení rozsáhlou retrospektivní výstavu fotografické tvorby s velkou mediální odezvou. K výstavě byla vydána reprezentační monografie mapující desetileté období činnosti. V té době však již byla původní budova galerie opuštěným posprejovaným chátrajícím objektem zarůstajícím divokou zelení.

## Přínos pro vývoj slovenské a české fotografie

### Přínos pro slovenskou fotografii
Přínos pro slovenskou fotografii byl zhodnocen historikem fotografie Ľudovítem Hlaváčem v jeho Dějinách slovenské fotografie. Spočíval zejména ve tvůrčích sympoziích sociálně-kritické fotografie, na kterých se vzájemně inspirovali fotografové u celé republiky, v pracovních setkáních zástupců galerií a teoretiků na různá témata (vnímání fotografie, recenzní činnost ad.) a v realizaci dlouhodobého cyklu "Trendy současné slovenské fotografie" (Life znamená život, Chytrému napovedz, Obrazotvorný obraz, Vizuálnosť charakteru, Odtlačok človeka a deset dalších).) prezentovaného v celostátních médiích. Výstava "Čaro starej fotografie" navazující na brněnský projekt Antonína Dufka prezentovala výsledky  intenzívního výzkumu ve sbírkách historické fotografie středního Slovenska. Odborný publicista Branislav Štěpánek s časovým odstupem zhodnotil (Fotonoviny, Bratislava 2014), že postupná proměna Galérie F v Dom filmu a fotografie představovala v čs. poměrech inspirativní inovaci, která se ve světě v 80. létech objevovala jen vzácně. Další předpokládaný vývoj Galérie F po roce 1990 však reálně limitovala situace ve městě B. Bystrica, které zrušilo většinu svých kulturních zařízení a začalo financovat jen malé kulturní středisko, jaké se v meziválečném Československu uživilo jen z příspěvků dobrovolníků.

### Přínos pro českou fotografii
Přínos pro českou fotografii nebyl komplexně zhodnocen, protože česká fotografie nemá ani ve třetím desetiletí 21. stol. samostatně zpracované své dějiny. Spočívá např. v propojení fotografických galerií banskobystrickým "Informačním servisem", který podporoval nejen vzájemnou informovanost, ale i spolupráci  včetně výměny výstav. Banskobystrická sympozia sociálně-kritické fotografie byla pro české fotografy inspirativní, protože podobná totalitní režim neumožnil na českém území konat. Za omezených možností vystavování v Čechách i v zahraničí byly autorské výstavy pro Čechy v B. Bystrici atraktivní příležitostí. Využili ji např. Viktor Kolář, Jindřich Štreit, Bohdan Holomíček, Pavel Dias, Dušan Šimánek, Pavel Jasanský, Pavel Štecha, Dagmar Hochová, Jan Malý ad. Speciálním projektem byla výstava "Český objektív - Slovensko" (1989) věnujících se známému fenoménu fotografování osobností české fotografie na Slovensku (Plicka, Funke, Hochová, Baran...). Dobově aktuální byly koncipované výstavy věnující se srovnání české a slovenské tvorby, roku 1987 minimalismus ("Menej"), groteskno ve fotografii ("Vážne"), Čs. sociální dokument 1940-1980 ad. Mnohé z nich byly reprízovány v českých galeriích (Dům umění Brno, Galerie 4 Cheb aj.). V Galerii F také každoročně probíhala jediná celostátní přehlídka českých a slovenských fotografických kalendářů.

## Místo protikomunistického odboje
O tom, jaké měla Galéria F politické problémy se za totality z taktických důvodů nemluvilo. Šlo o to, udržet po útocích komunistů v polovině 80. let alespoň část původní bohaté aktivity.

### Kritický postoj k totalitě součástí koncepce činnosti

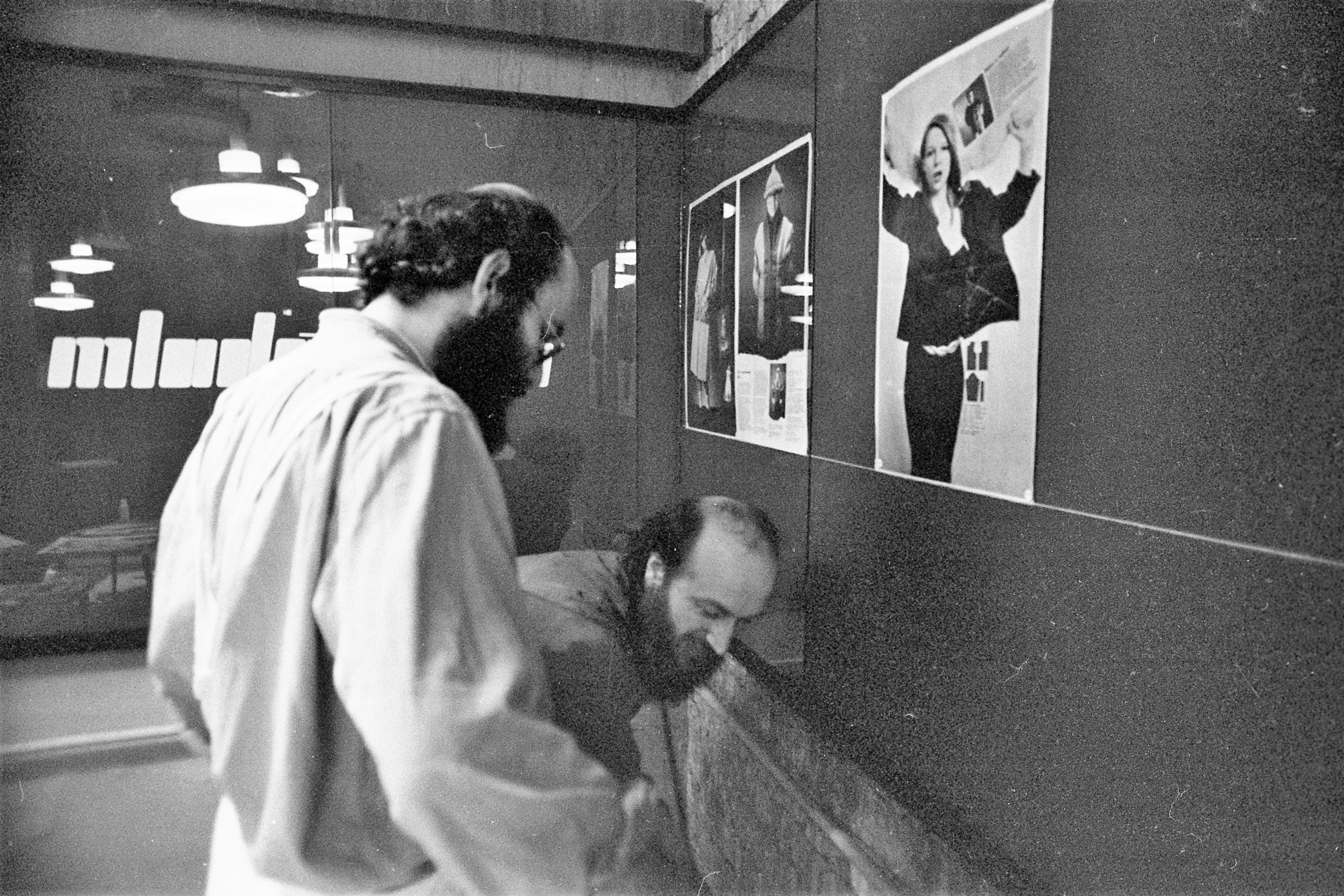
Přední protagonisté českého disentu, fotografové Dušan Šimánek a Bohdan Holomíček instalují výstavu v Galérii F.

K její zakladatelské vizi patřila jednak podpora emancipace fotografie, která tehdy ještě neměla v Československu rovnocenné postavení s ostatními obory vizuální tvorby, jednak zaměření na sociálně-dokumentární fotografii, která se v tuzemsku v prostoru umění těžce prosazovala vedle esteticky líbivé fotografie výtvarné. Tím ale byl od samého počátku založen problém, neboť společensky zaujatý dokument vedl k realistickému, mnohdy až kritickému zobrazování života lidí, což se příčilo záměrům komunistické propagandy.
Ke střetu Galérie F s politickou mocí tak došlo již ve druhém roce její existence, kdy bylo připraveno první celostátní sympozium sociálně dokumentární tvorby. Fotografové z celé republiky mohli v sále setkání po příjezdu spontánně na dva dny instalovat své fotografie, které před tím nikdo neviděl a těžko je proto mohly tak rychle schválit běžné cenzurní orgány odborů kultury. Veškerý život byl ale tehdy prolnut placenými i dobrovolnými udavači, kteří si rychle všimli kritických prací např. dnes slavného Jindřicha Štreita, za něž se dostal následně do vězení. Zatímco organizátoři byli hrdí třeba na účast slovenské absolventky Bauhausu Ireny Blühové, dohlížecí orgány byly nespokojeny, protože tato původem komunistka měla ve svém životopise mnohá místa neslučující se s požadovanou tupou loajalitou členů státostrany. Sympozium probíhající za nadšení fotografů i teoretiků tak skončilo s vážným varováním Galerii F, která jej pak už mohla zopakovat jen jednou v následujícím roce 1982.
Jinou akcí, která o rok později vzbudila nevoli komunistů byla konference fotografických kritiků RECENZIA 83. Aktuální téma vinou nesvobody nedobře fungující odborné publicistiky přilákalo do Banské Bystrice řadu fotografických kritiků z Prahy i Bratislavy, kteří se těšili na vzájemnou debatu. Radost jim však překazili úředníci z bratislavských a banskobystrických státních orgánů, kterým nebylo možné zabránit v účasti. V době totality měli poctiví lidé vyvinut krycí způsob komunikace, který přímo nenapadal režim, ale přesto se mu dařilo do značné míry hovořit k věci. Z toho si pak cenzoři odvodili metodu, která hledala skryté protistátní významy i tam, kde je nikdo nezamýšlel. Konference tak skončila dalším vážným varováním Galerii F.
Ta se proto dostávala stále více do pozornosti různých totalitních úřadů včetně Státní bezpečnosti. Nebylo divu, že jim vadila svobodná galerijní korespondence se západními demokratickými institucemi i tvůrci. Například někteří vydavatelé s chutí podporovali knihovnu Galerie F zasíláním svých publikací. Jedna z nich, francouzská Bressonova à propos de l' U.R.S.S. s mimořádně kvalitními reprodukcemi posloužila například jako materiál pro výstavu. Její mimořádně kritické fotografie ubohého venkovského života v komunistickém Rusku však vytvořily další důvod k nespokojenosti totalitních úřadů. Pak už stačilo opravdu málo, aby se našla záminka k násilnému ukončení činnosti galerie. Při její velké aktivitě se však setkaly rovnou dvě. Nejdříve v roce 1985 navštívili Galerii F dva američtí dokumentární fotografové, kteří se nechali provázet po okolí města. Jejich zájem o zahrádkářskou kolonii s přístřešky na nářadí státní bezpečnost vyhodnotila jako pokus o kritickou prezentaci běžného rodinného bydlení v socialismu. Následná výstava fotografií z Polska bouřícího se proti totalitě prostřednictvím hnutí Solidarita byla už snadnou záminkou ke krokům, které příliš svobodnou činnost Galerie F ukončily.

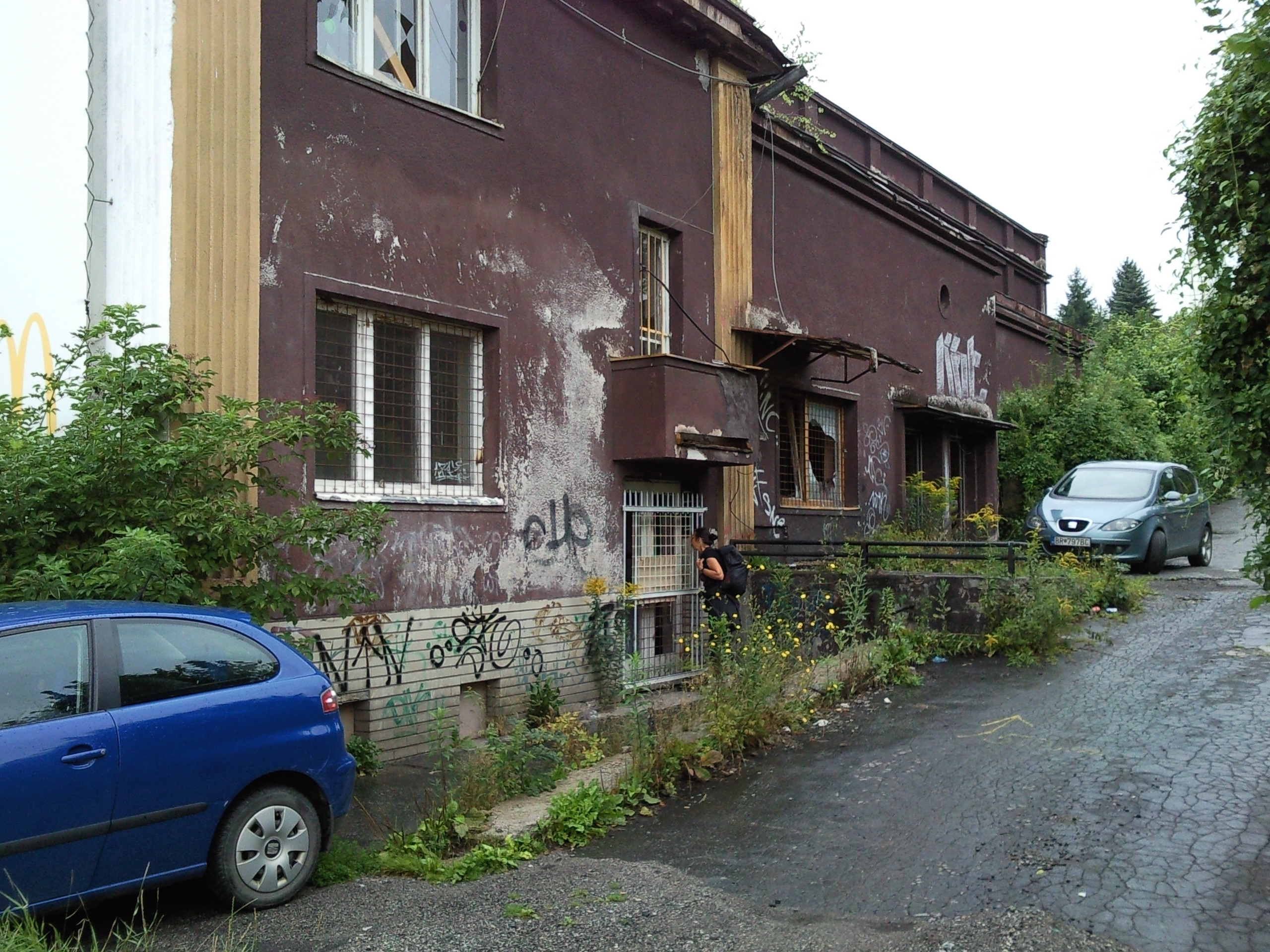
Pozdější vzhled Domu filmu a fotografie

### Zákon o protikomunistickém odboji
Když byly počátkem 21. století na Slovensku stejně jako v Čechách přijaty zákony o protikomunistickém odboji, začali historici novodobých dějin z tohoto úhlu studovat archívy a výpovědi svědků. V České republice byl statut protikomunistického odbojáře přiznán více než dvěma tisícům známých osobností i neznámých občanů. Patřil mezi ně i zakladatel a ředitel Galerie F Tomáš Fassati.

## Galerie

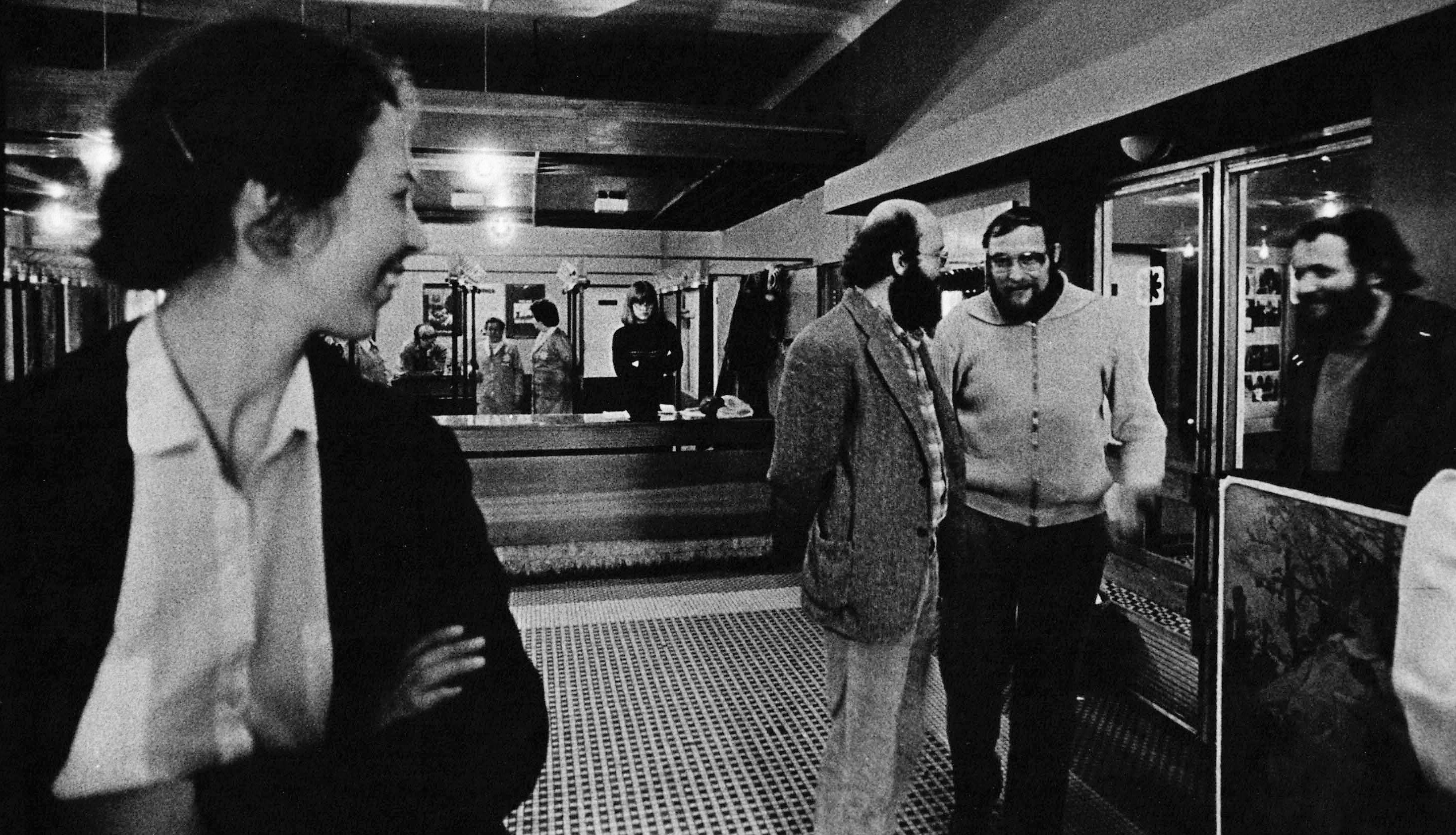
Anna Fassatiová, spoluzakladatelka GF, fotograf Dušan Šimánek a Aleš Vincík, garant filmového programu
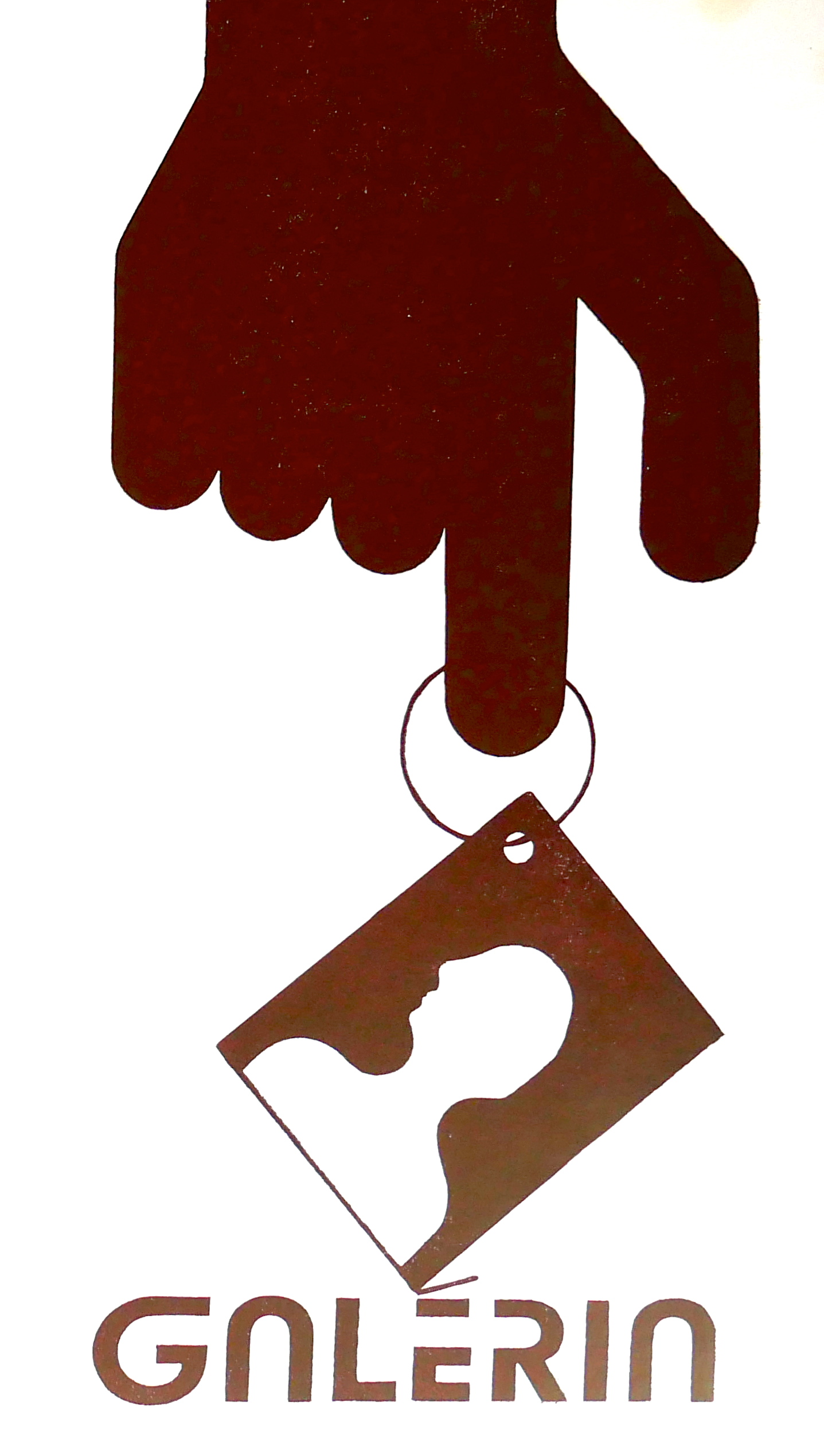
Obálka sborníku GALÉRIA, který byl postupně vydáván bez cenzurní kontroly formou samizdatu
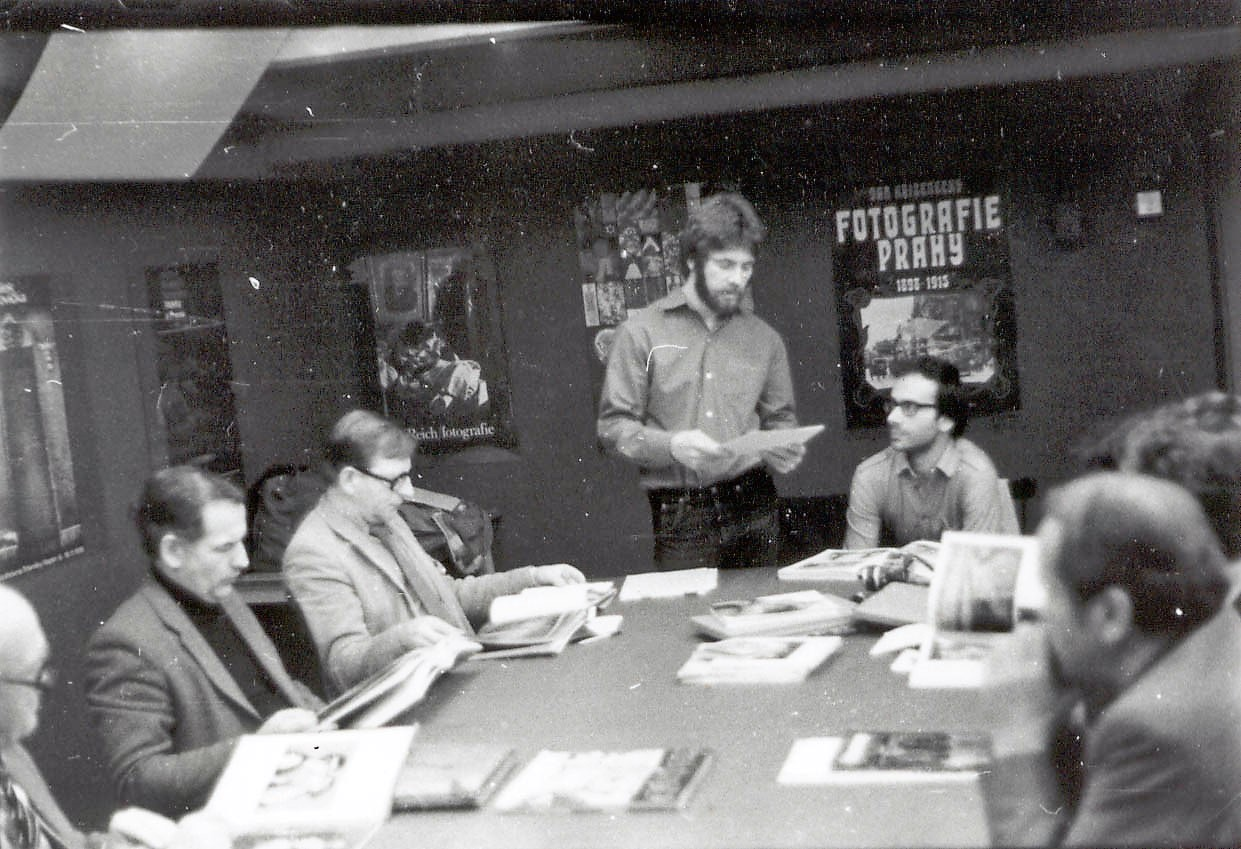
Konference fotografických kritiků RECENZIA 83, referát čte Antonín Braný z FAMU
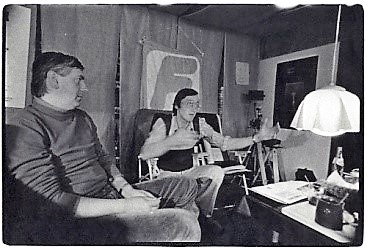
Fotograf Dušan Slivka a ředitel Tomáš Fassati v kanceláři galerie
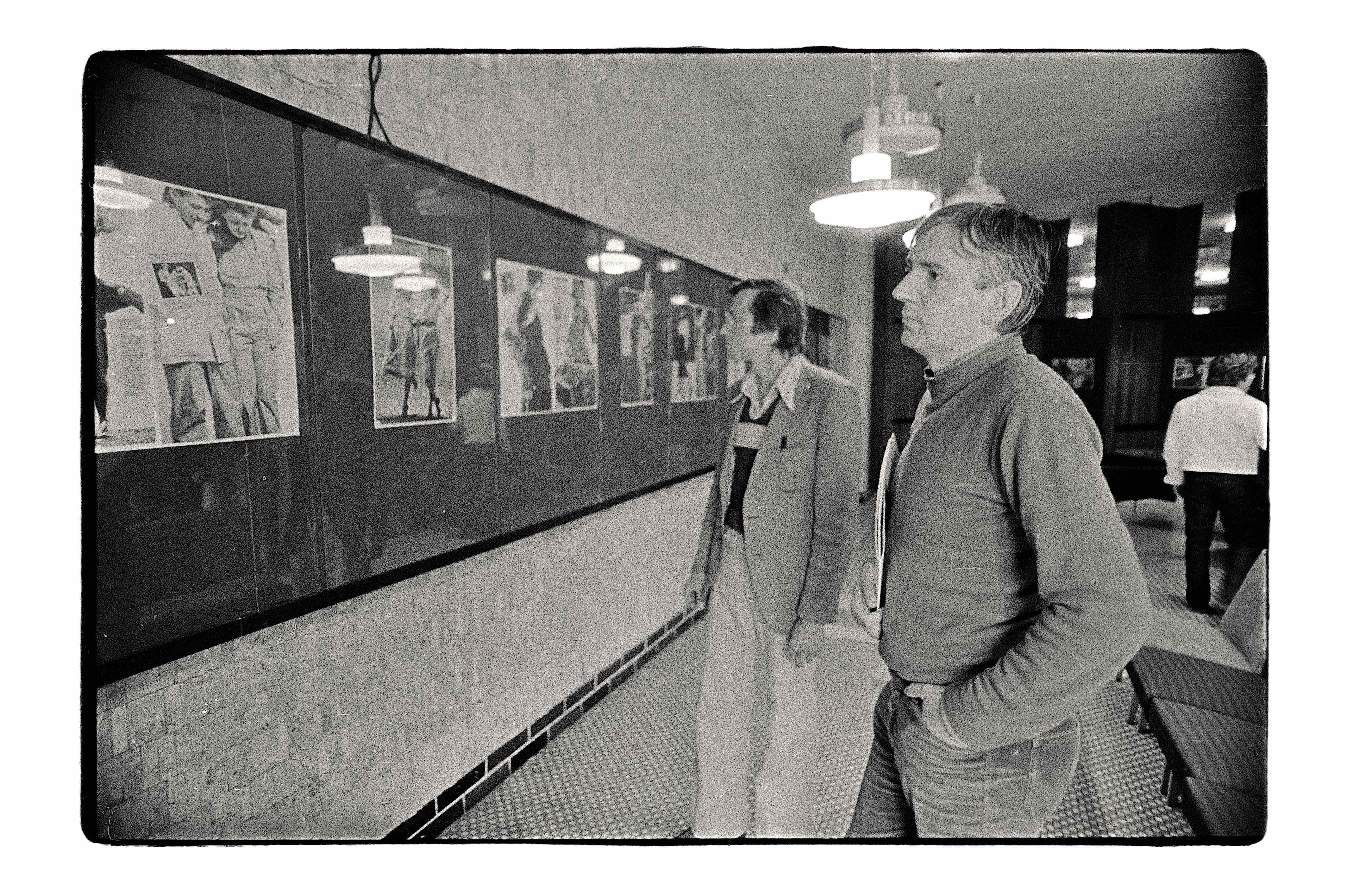
Výstava grafických dvojstran módní fotografie Dušana Šimánka
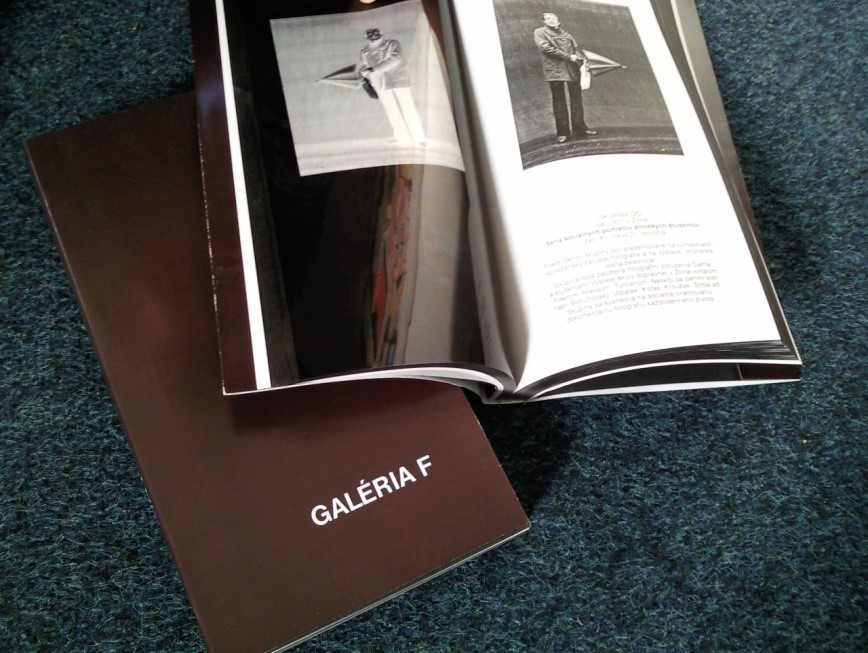
Ke 20. výročí založení galerie byla vydána publikace, jejíž design stavěl na užití negativních fólií zveřejněných fotografií
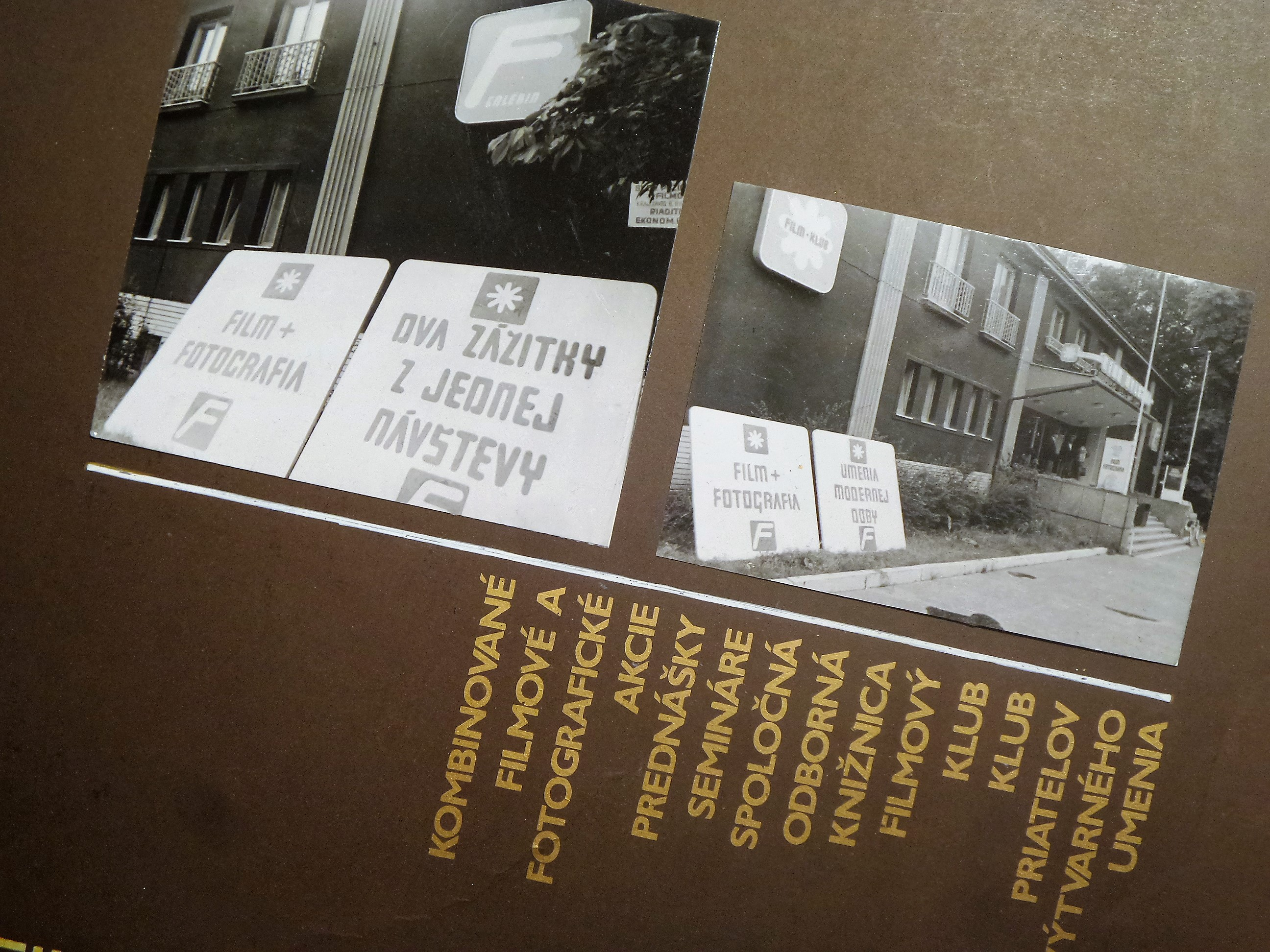
Výstava k 10. výročí založení galerie (1990) se ohlížela také za započatým projektem Domu filmu a fotografie

Sympózia sociálně angažované fotografie

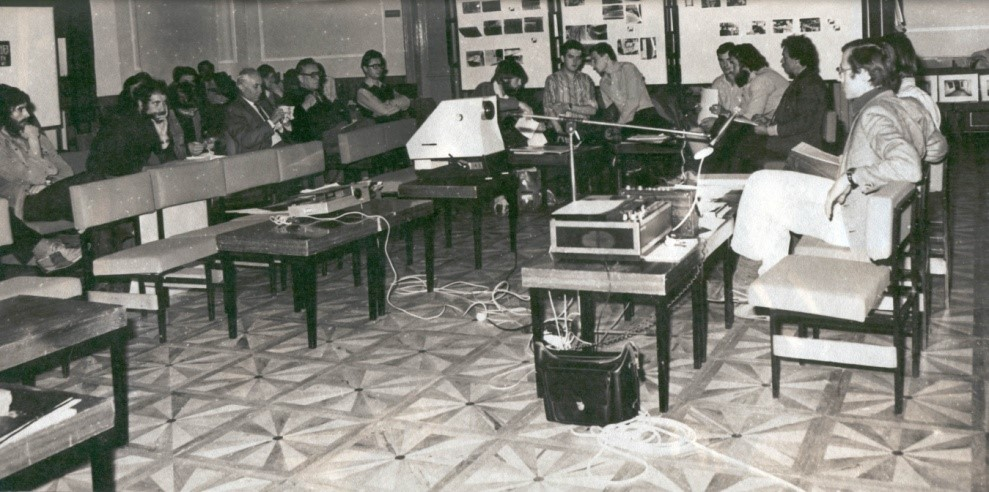
První sympozium společensky zaujaté fotografie v roce 1981
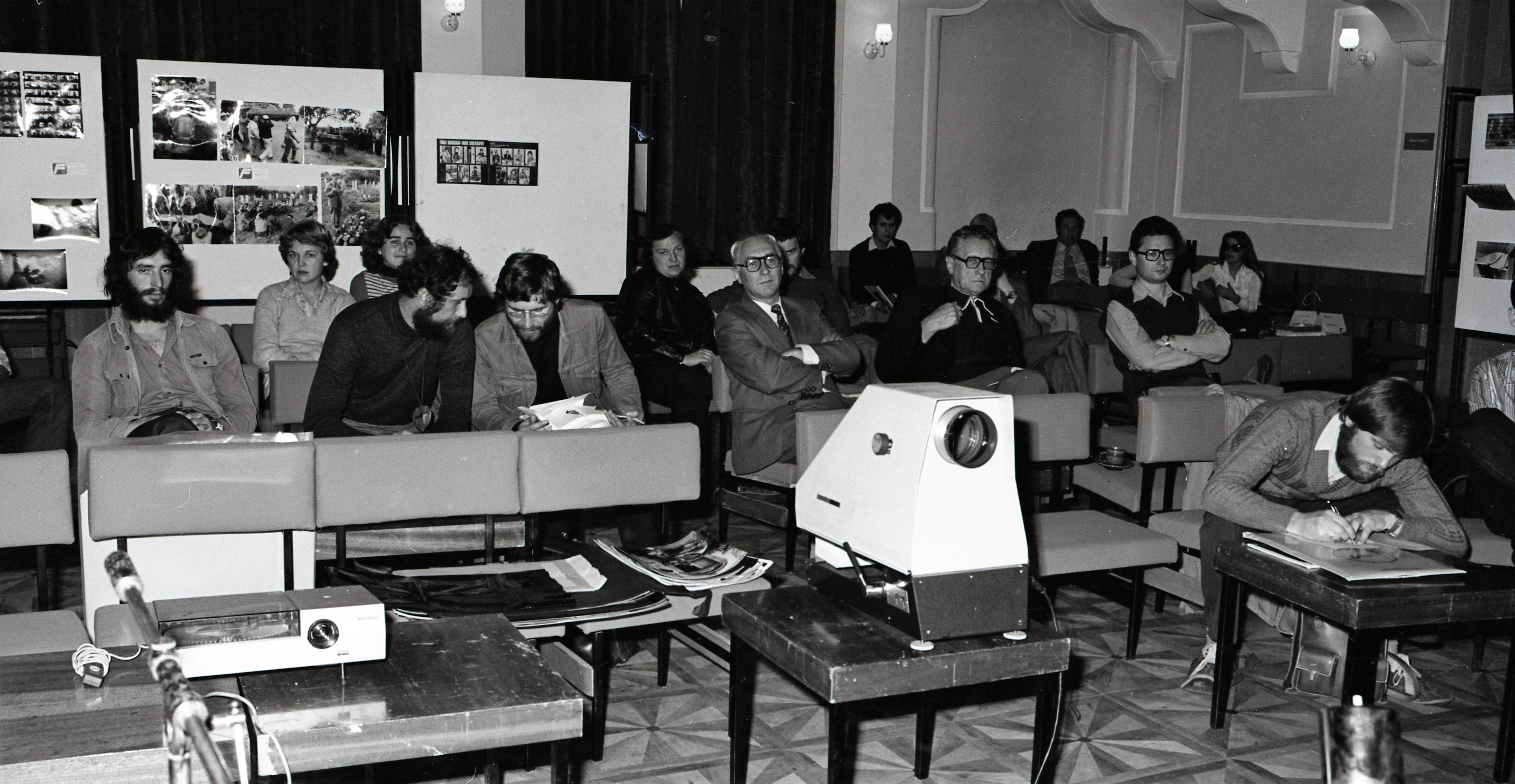
Sympozií Sociálně angažované fotografie se účastnily mnohé osobnosti fotografického života. Uprostřed kritik Vladimír Vorobjov, vpravo historik fotografie Ludovít Hlaváč
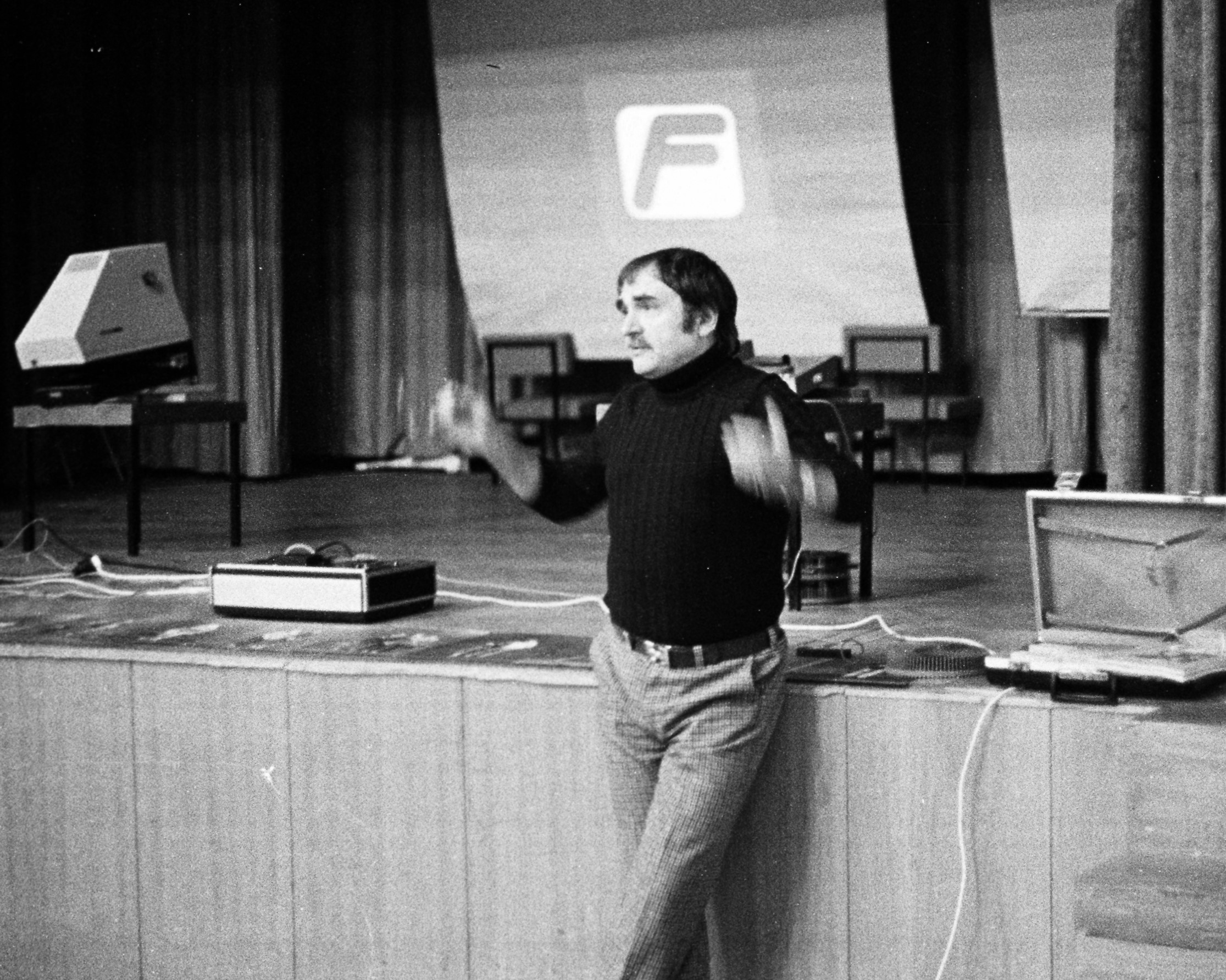
Přednáší fotograf Karol Kállay
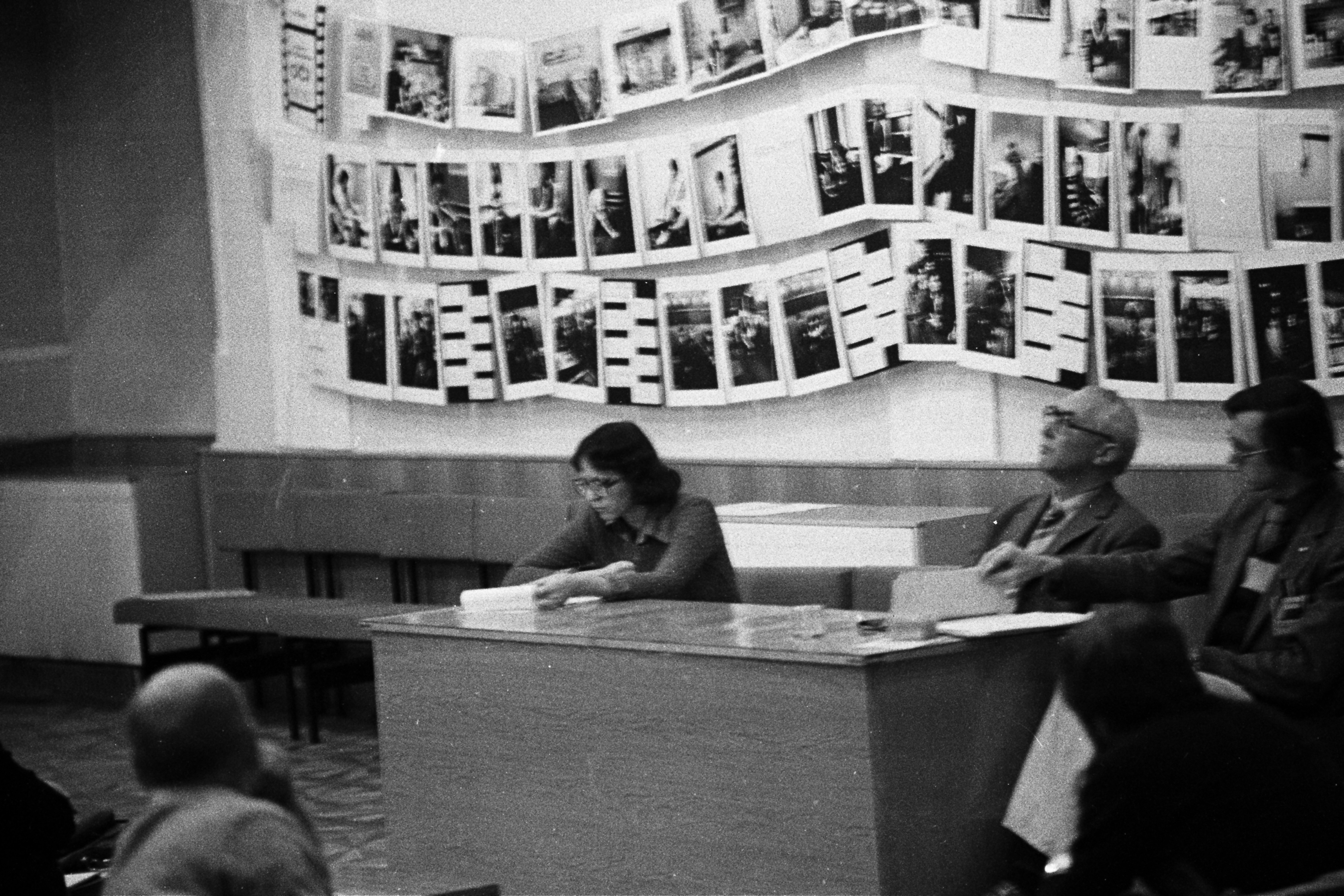
Přednáška historičky fotografie Juliany Tesákové
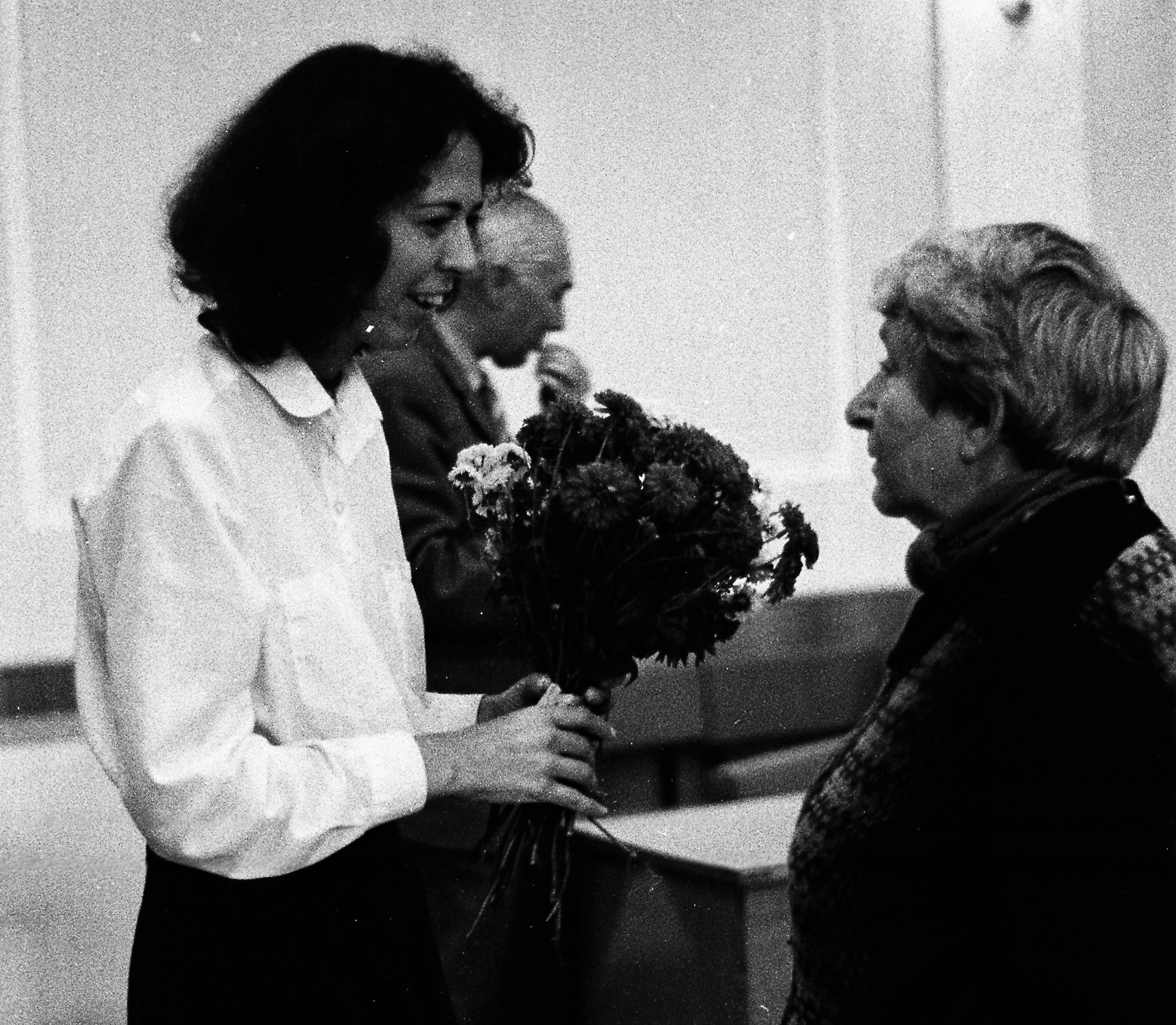
Anna Fassatiová z Galéria F s Irenou Blühovou
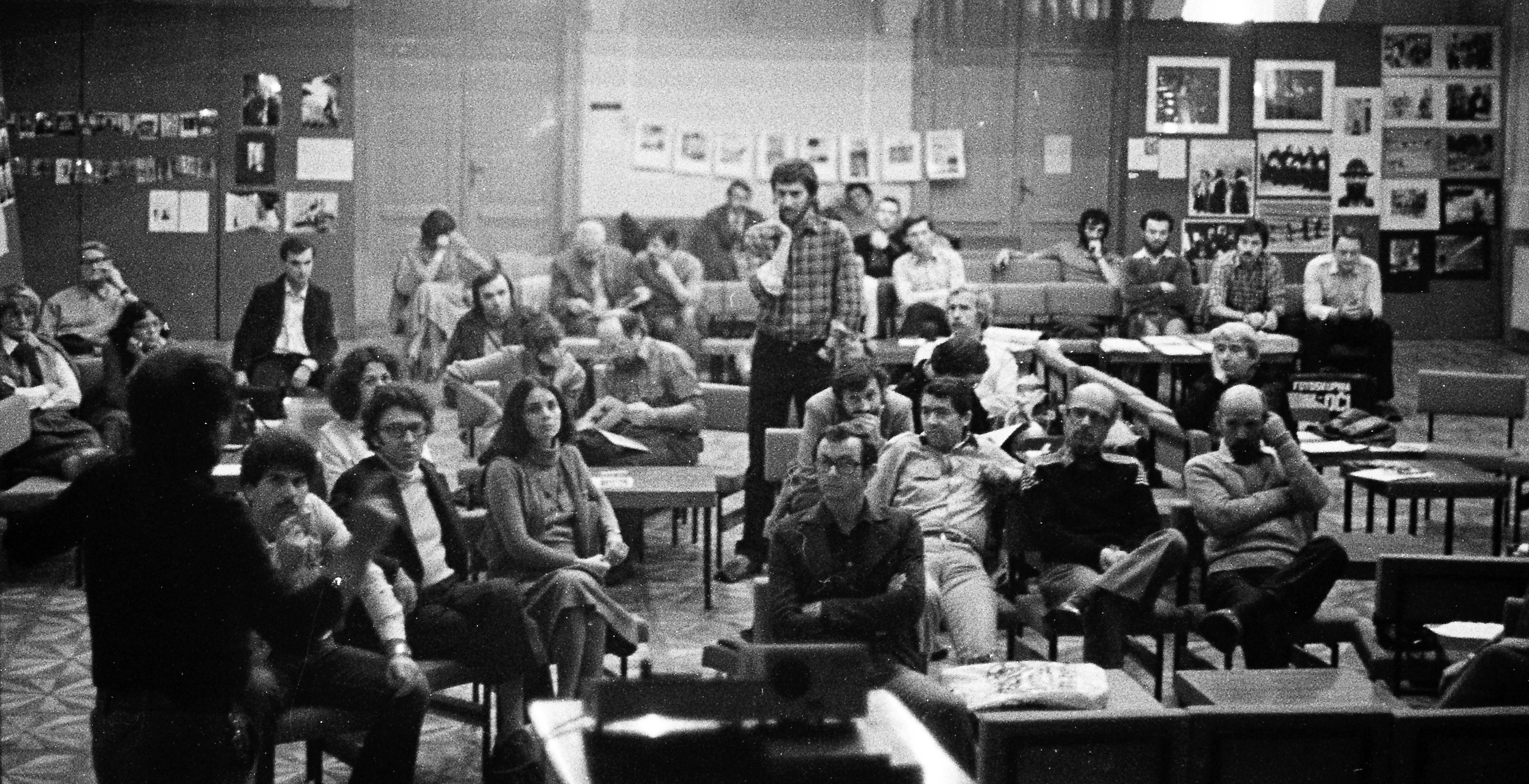
Celkový pohled do sálu sympozia
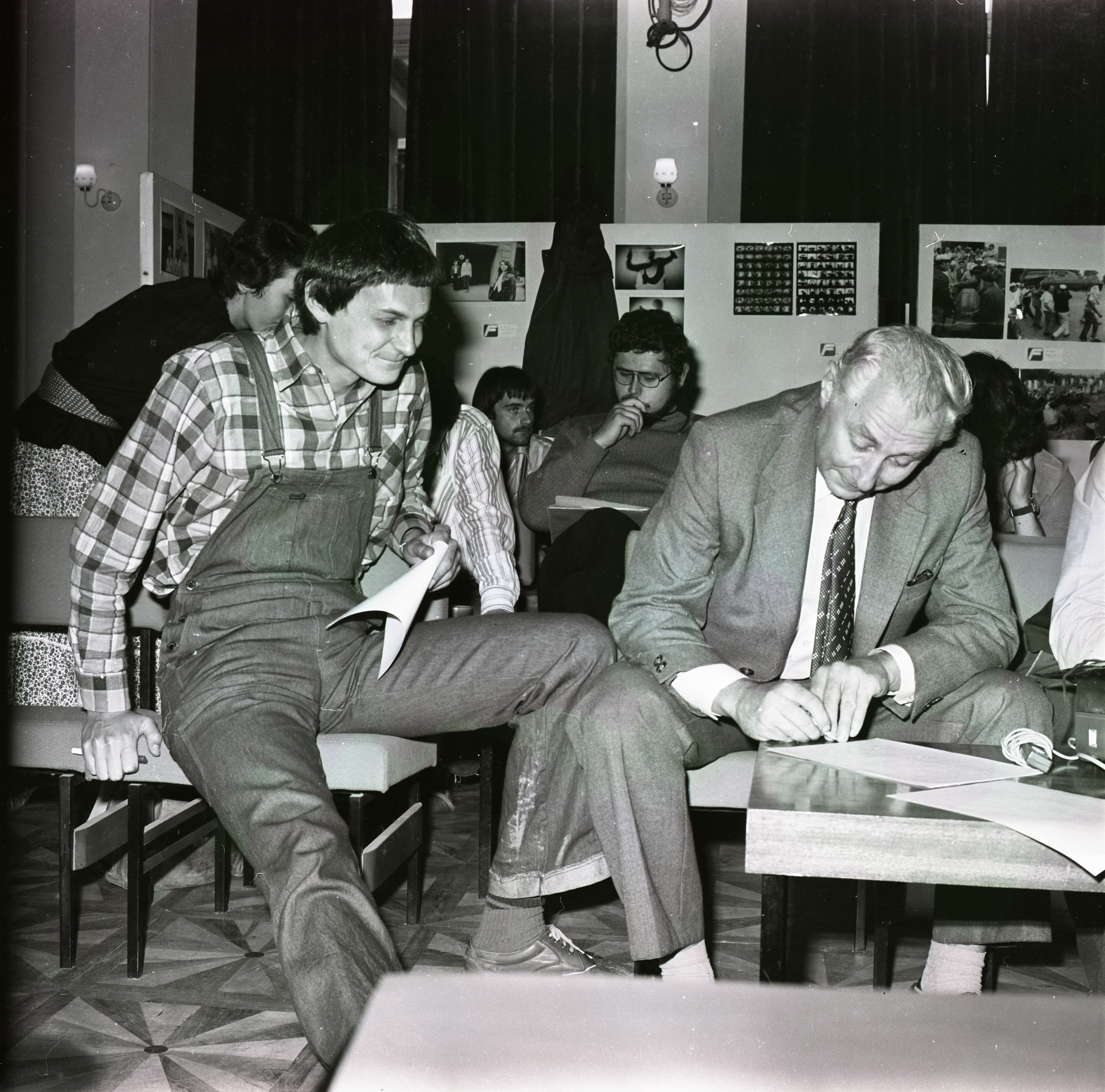
Fotograf Ľubo Stacho s kritikem V. Vorobjovem, v pozadí fotograf a odborný publicista Petr Klimpl